# PZL-Mielec Lim-6
El Lim-6 fue la versión de ataque del Mikoyan-Gurevich MiG-17/Lim-5 (código OTAN Fresco).

## Desarrollo
En 1955, Polonia compra una licencia para fabricar el MiG-17 soviético, uno de los reactores de caza básicos de los países del Pacto de Varsovia. Llevando la designación Lim-5 en Polonia (abreviatura de Licencyjny myśliwiec – caza bajo licencia). El primer Lim-5 fue construido por WSK-Mielec el 28 de noviembre de 1956, reemplazando en la línea de producción al MiG-15bis. La producción finaliza en 1960 con 477 Lim-5 terminados, llegando a ser el caza básico en la Fuerza Aérea Polaca. También se construyeron cierto número de versiones de reconocimiento (Lim-5R), con cámaras AFA-39. Desde 1959 también se fabrica una versión del interceptor MiG-17PF, equipados con un radar Izumrud-5 (RP-5) llamada Lim-5P. Para 1960 se habían terminado 129 unidades.
A finales de los años 50, comenzó a trabajarse en el desarrollo de un avión de ataque ligero basado en el Lim-5. El MiG-17 y Lim-5 básicos, solo podían cargar dos bombas de 250 kg a instancias de los tanques de combustible subalares. Después de construir algunos prototipos, denominados “CM”, los polacos comenzaron la producción del avión de ataque Lim-5M. Este introdujo muchas modificaciones al aeroplano, mayormente para poder operar desde pistas de tierra. Tenía ruedas dobles en el tren de aterrizaje, paracaídas de frenado y capacidad para JATO/RATO. En vez de las dos bombas, llevaba instalados dos lanzacohetes óctuples de cohetes S-5 de 57 mm. 
Para noviembre de 1961, 60 aparatos habían sido terminados y entregados a la Fuerza Aérea Polaca. Esta versión no fue exitosa, a causa de su pobre maniobrabilidad y poco incremento en el alcance. Por ello fue relegado a ser una solución transitoria hasta la llegada de un aparato mejor. Se continuó el trabajo sobre otros aviones y en 1961 Lim-6 fueron construidos 40; estos introdujeron nuevos flaps, pero en las pruebas mostraron problemas con el turborreactor Lis-6 modificado. Se decidió regresar al diseño original del Lim-5 ligeramente modificado con más capacidad para armamento.
En 1963 comenzó la fabricación de la versión de ataque definitiva, denominada Lim-6bis. Este tenía alas estándar y tren de aterrizaje simple, como el Lim-5. Un cambio importante fue la adición de dos pilones bajo las alas, cerca del fuselaje y un contenedor para el paracaídas de frenado cerca del timón. Empezó a equipar a la Fuerza Aérea Polaca en 1963, pero fue aceptado oficialmente de 1964, año en el que se habían construido ya 70 unidades, y un número de Lim-5M y Lim-6 habían sido reconfigurados al estándar del Lim-6bis.
Cuando los cazas Lim-5P se volvieron obsoletos, alrededor de 1971, fueron transformados en Lim-6bis y designados Lim-6M. Se removieron sus radares, aunque conservaron las cubiertas de los mismos en la toma de aire central. Fueron equipados con pilones adicionales pero, sin paracaídas de frenado. Algunos fueron modificados a la versión de reconocimiento Lim-6MR.

## Diseño

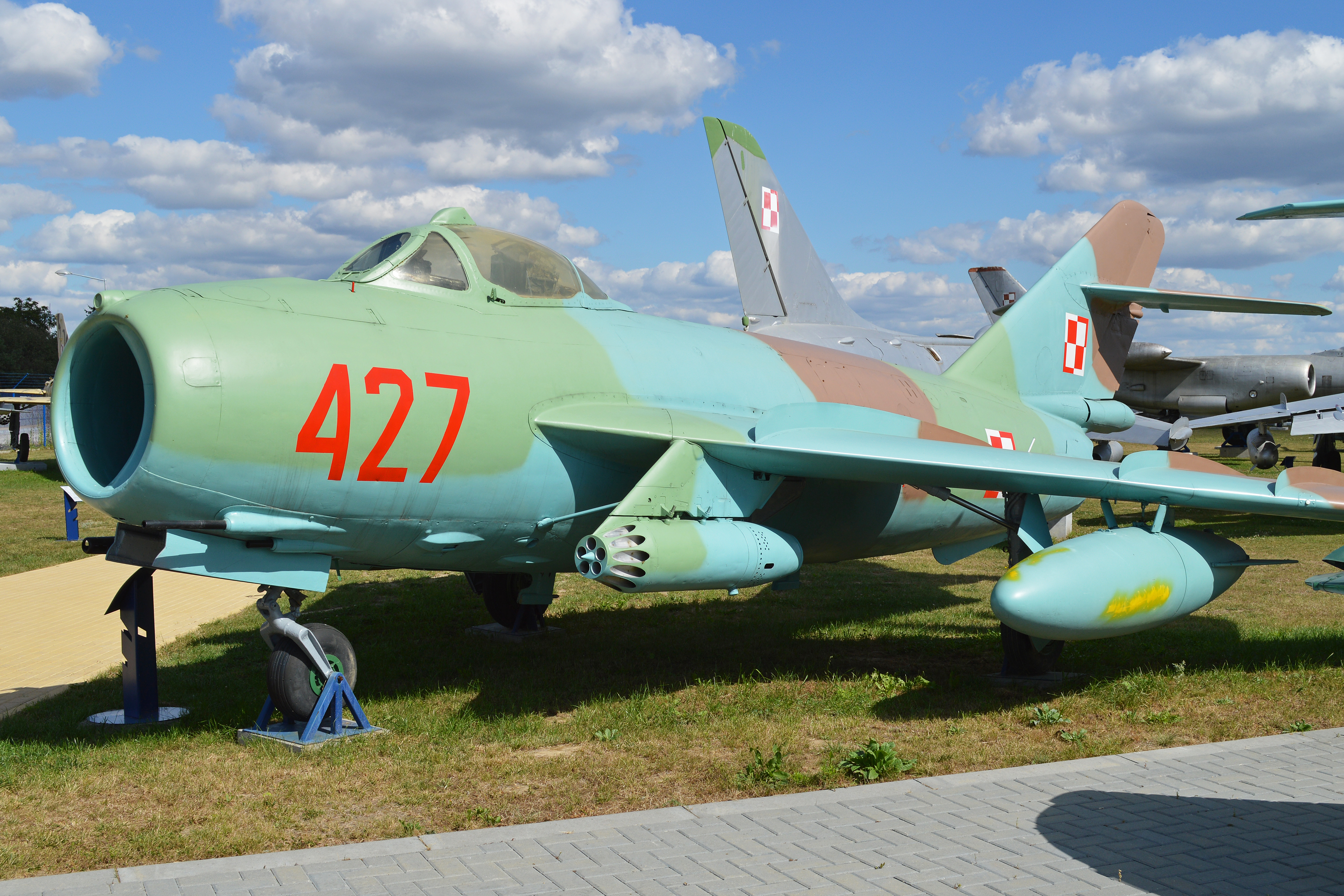
Lim-6bis expuesto en Museo Sit Powietrznych, Deblin, Polonia

El Lim-6bis estaba armado con dos cañones automáticos Nudelman-Rikhter NR-23 de 23 mm (80 balas) y un cañón N-37D de 37 mm (40 rondas). El armamento típico incluía dos lanzacohetes Mars-2 (fabricado en Polonia) con capacidad para 16 cohetes no-guiados S-5 de 57 mm, o 100 kg de bombas. También podía cargar 250 kg de bombas o cohetes en los pilones estándar, pero usualmente se usaban para tanques de combustible extra de 400 l.

## Historia Operacional
El Lim-6bis, 6R y 6MR estuvieron en servicio con la Fuerza Aérea Polaca en cantidades numerosas. Fueron finalmente dados de baja del servicio en 1992.
Cierto número fue exportado a Alemania Oriental (RDA), Egipto e Indonesia. Algunos ex-RDA se encontraron en Guinea-Bissau en los años 80.

## Variantes
- Lim-5
  - Caza diurno (MiG-17F) (seriales: 1C 00-01 y 1C 19-14).
- Lim-5R
  - Versión de reconocimiento del Lim-5.
- Lim-5P
  - Interceptor todo tiempo (MiG-17PF) (seriales: 1D 00-01(?) al 1D 06-41).
- Lim-5M
  - Avión de ataque (seriales: 1F 01-01 al 1F 03-30).
- Lim-6
  - Avión de ataque, experimental (seriales: 1J 04-01 al 1J 04-40).
- Lim-6bis
  - Aeronave básica, de ataque a tierra. (Números del 1J 05-01 al 1J 06-40).
- Lim-6R (Lim-6bisR)
  - Variante de reconocimiento del Lim-6bis
- Lim-6M
  - Lim-5P modificado para ataque a tierra.
- Lim-6MR
  - Lim-5P modificado para reconocimiento.

## Operadores

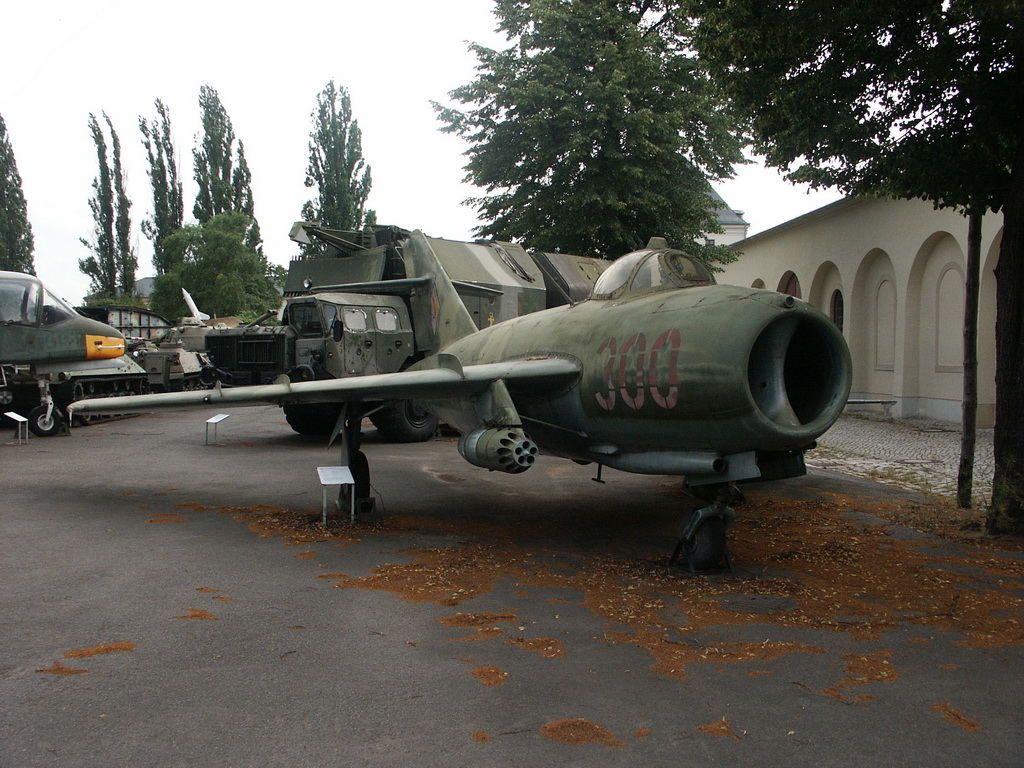
Lim-6bis con insignias de la RDA.

Polonia
- Fuerza Aérea

 República Democrática Alemana
- Luftstreitkräfte der NVA

Egipto
- Fuerza Aérea Egipcia

 Indonesia
- Fuerza Aérea Indonesia

 Guinea-Bisáu
- Fuerza Aérea de Guinea-Bissau

## Especificaciones
- Tripulación: 1
- Longitud: 11,36 m
- Envergadura: 9,628 m
- Altura: 3,8 m
- Peso vacío: 4.271 kg
- Peso cargado: 5.651 kg
- Peso máximo de despegue: 6.652 kg

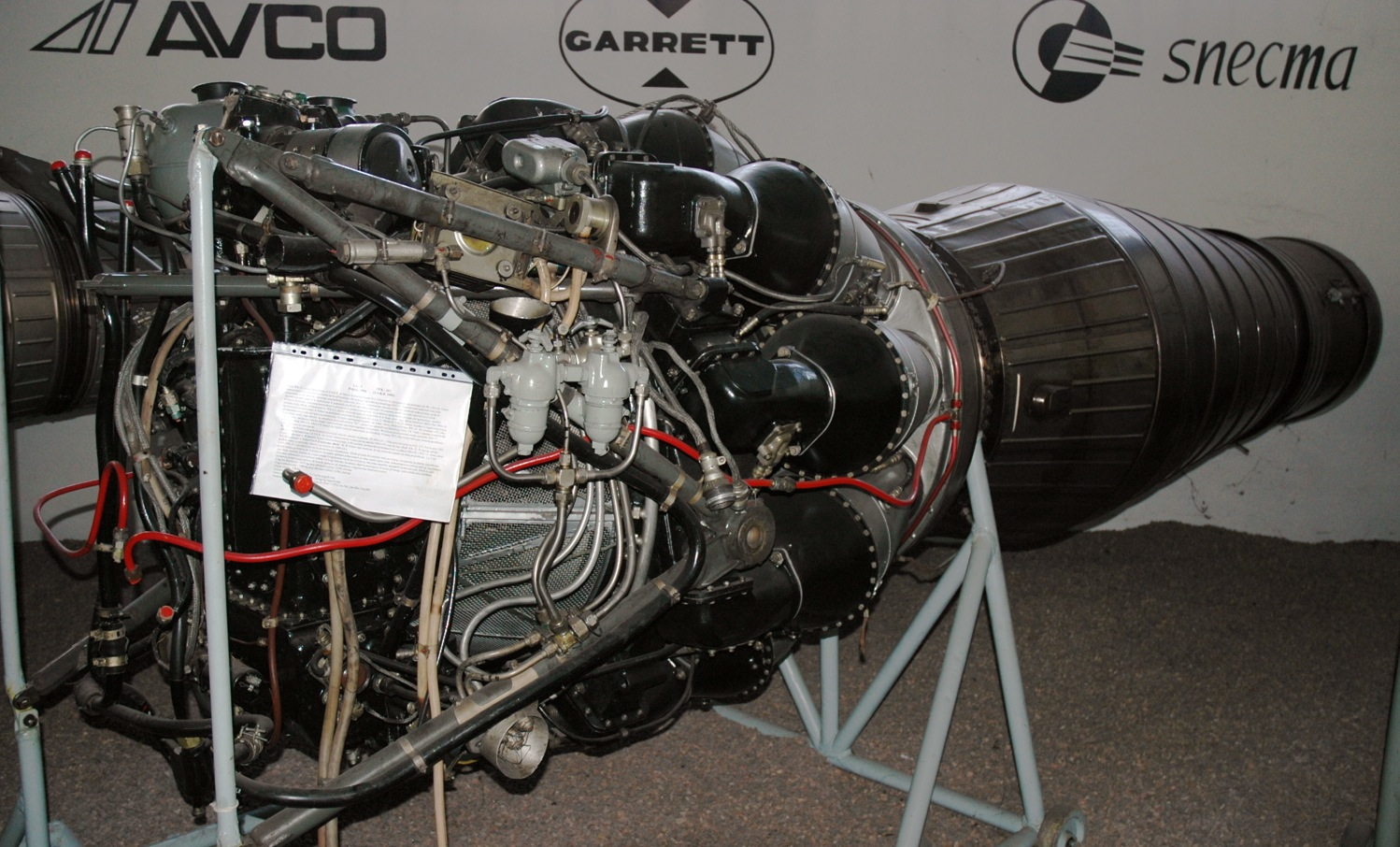
Motor Lis-5.

- Planta motriz: 1× Lis-5 (Klimov VK-1F) turbojet, 33.1 kN (7,452 lbf)

Rendimiento
- Velocidad máxima: 1.150 km/h
- Alcance: 1.080 km
- Techo de vuelo: 16.470 m

Armamento
- Cañones: 
  - 1 cañón N-37D de 37 mm
  - 2 cañones NR-23 de 23 mm
- Pilones de apoyo: 780 kg de bombas, lanzacohetes o tanque de napalm en 4 pilones

### Diseños Relacionados
- Mikoyan-Gurevich MiG-15
- Mikoyan-Gurevich MiG-17
- Shenyang J-5

### Aviones similares
- Fiat G.91
- Dassault MD 452 Mystère II
- Dassault MD 454 Mystère IV
- F-86 Sabre
- Hawker Hunter